# Michel Simon
Michel Simon (Ginevra, 9 aprile 1895 – Bry-sur-Marne, 30 maggio 1975) è stato un attore svizzero.

## Biografia
Debuttò in teatro nella compagnia Pitoëff, alla quale fu legato dal 1918 al 1923, rimanendo successivamente attivo sulle scene fino alle soglie della seconda guerra mondiale. Dotato di una maschera personalissima di straordinaria efficacia, Simon si affermò anche nel cinema come attore di rilievo (uno dei suoi primi ruoli nel muto fu Jean Lemaitre in La passione di Giovanna d'Arco del 1928), soprattutto durante il primo decennio del sonoro, interpretando con grande estrosità personaggi comici e grotteschi. Tra i suoi ruoli più celebri, quello di Priape Boudu in Boudu salvato dalle acque (1932) di Jean Renoir, di père Jules nel film L'Atalante (1934) di Jean Vigo, del losco Zabel ne Il porto delle nebbie (1938) di Marcel Carné, e del macchinista Papa Boule ne Il treno (1964) di John Frankenheimer. Nel 1970 partecipò alla commedia Contestazione generale di Luigi Zampa.
Il suo repertorio teatrale spaziava da Shakespeare, Bernard Shaw, Luigi Pirandello, Oscar Wilde, Leonard Bernstein e altri; fra il 1920 e il 1965 interpretò 55 drammi e dal 1965 al 1975 ben 101. Negli anni cinquanta un incidente gli sfigurò e paralizzò parte del viso e del corpo, e ciò conferì un'espressività ancora maggiore alle sue interpretazioni. Morì a 80 anni a causa di un'embolia polmonare ed è sepolto nel cimitero di Ginevra.

## Filmografia parziale

Michel Simon in una scena del film Ecco la felicità! (1940)

Michel Simon nel film Tosca (1941)

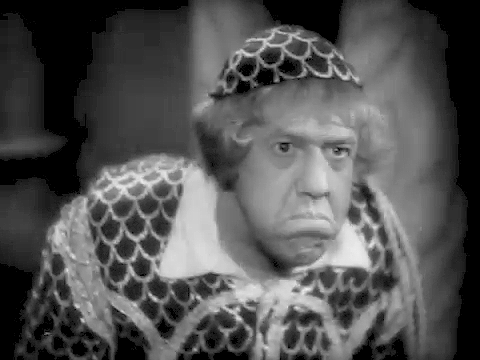
Michel Simon in una scena del film Il re si diverte (1941)

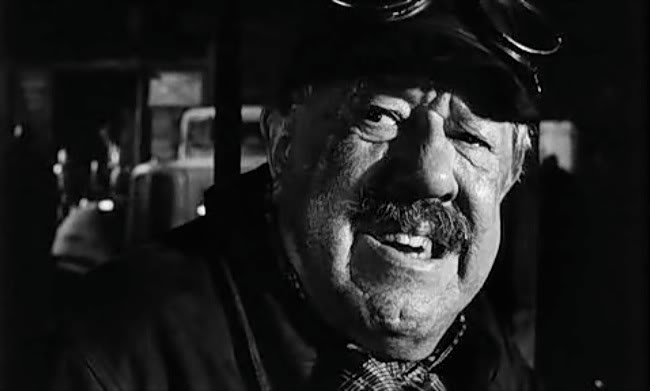
Michel Simon nel film Il treno (1964)

- La vocation d'André Carel, regia di Jean Choux (1925)
- Il fu Mattia Pascal (Feu Mathias Pascal), regia di Marcel L'Herbier (1926)
- Casanova, regia di Aleksandr Volkov (1927)
- Tire-au-flanc, regia di Jean Renoir (1928)
- La passione di Giovanna d'Arco (La Passion de Jeanne d'Arc), regia di Carl Theodor Dreyer (1928)
- La purga al pupo (On purge bébé), regia di Jean Renoir (1931)
- La cagna (La Chienne), regia di Jean Renoir (1931)
- Baleydier, regia di Jean Mamy (1932)
- Boudu salvato dalle acque (Boudu sauvé des eaux), regia di Jean Renoir (1932)
- Dall'alto in basso (Du haut en bas), regia di Georg Wilhelm Pabst (1933)
- Il lago delle vergini (Lac aux dames), regia di Marc Allégret (1934)
- L'Atalante, regia di Jean Vigo (1934)
- Lo strano dramma del dottor Molyneux (Drôle de drame), regia di Marcel Carné (1937)
- Miraggio (Mirages), regia di Alexandre Ryder (1938)
- Bufera d'amore (Le Ruisseau), regia di Maurice Lehmann e Claude Autant-Lara (1938)
- Gli scomparsi di Saint Agil (Les Disparus de Saint-Agil), regia di Christian-Jaque (1938)
- Il porto delle nebbie (Le Quai des brumes), regia di Marcel Carné (1939)
- Fric-Frac, regia di Claude Autant-Lara e Maurice Lehmann (1939)
- I prigionieri del sogno (La Fin du jour), regia di Julien Duvivier (1939)
- Melodie celesti (Les Musiciens du ciel), regia di Georges Lacombe (1940)
- Transatlantico (Paris-New York), regia di Yves Mirande (1940)
- Ecco la felicità! (La Comédie du bonheur), regia di Marcel L'Herbier (1940)
- Tosca, regia di Carl Koch (1941)
- Il re si diverte, regia di Mario Bonnard (1941)
- Una signora dell'Ovest, regia di Carl Koch (1942)
- Au Bonheur des dames, regia di André Cayatte (1943)
- Panico (Panique), regia di Julien Duvivier (1946)
- Condannatemi! (Non coupable), regia di Henri Decoin (1947)
- Fabiola, regia di Alessandro Blasetti (1949)
- La bellezza del diavolo (La Beauté du diable) regia di René Clair (1950)
- Ho ucciso mia moglie (La Poison), regia di Sacha Guitry (1951)
- Le due verità, regia di Antonio Leonviola (1951)
- Monsieur Taxi, regia di André Hunebelle (1952)
- Brelan d'as, regia di Henri Verneuil (1952)
- La vita di un onest'uomo (La Vie d'un honnête homme), regia di Sacha Guitry (1953)
- Lo strano desiderio del signor Bard (L'étrange désir de Monsieur Bard), regia di Géza von Radványi (1953)
- Saadia, regia di Albert Lewin (1953)
- Tempi nostri - Zibaldone n. 2, regia di Alessandro Blasetti (1954)
- L'impossible Monsieur Pipelet, regia di André Hunebelle (1955)
- Il mostro di Mägendorf (Es geschah am hellichten Tag), regia di Ladislao Vajda (1958)
- Al di là dell'orrore (Die Nackte und der Satan), regia di Victor Trivas (1959)
- Pierrot la tendresse, regia di François Villiers (1960)
- La battaglia di Austerlitz (Austerlitz), regia di Abel Gance (1960)
- Candido o l'ottimismo nel XX secolo (Candide ou l'optimisme au XXe siècle), regia di Norbert Carbonnaux (1960)
- Le tentazioni quotidiane (Le Diable et les Dix Commandements), regia di Julien Duvivier (1962)
- Letto, fortuna e femmine (Le Bateau d'Émile), regia di Denys de La Patellière (1962)
- Il mondo di notte n° 3, regia di Gianni Proia (1963)
- Cyrano e D'Artagnan (Cyrano et D'Artagnan), regia di Abel Gance (1964)
- Il treno (The Train), regia di John Frankenheimer (1964)
- Il vecchio e il bambino (Le Vieil homme et l'enfant), regia di Claude Berri (1967)
- Contestazione generale, regia di Luigi Zampa (1970)
- Blanche, un amore proibito (Blanche), regia di Walerian Borowczyk (1971)
- La più bella serata della mia vita, regia di Ettore Scola (1972)
- L'ibis rouge, regia di Jean-Pierre Mocky (1975)
- Le Boucher, la star et l'orpheline, regia di Jérôme Savary (1975)

## Riconoscimenti
- 1939 – National Board of Review
Miglior attore per Il porto delle nebbie e I prigionieri del sogno
- 1950 – Nastro d'argento
Miglior attore straniero per La bellezza del diavolo
- 1967 – Festival internazionale del cinema di Berlino
Orso d'argento per il miglior attore per Il vecchio e il bambino

## Doppiatori italiani
- Amilcare Pettinelli in Lo strano dramma del dottor Molyneux, Il porto delle nebbie (ridoppiaggio 1959), Le tentazioni quotidiane
- Giorgio Capecchi in Al di là dell'orrore, La battaglia di Austerlitz, Il treno
- Mario Besesti in Condannatemi!, Fabiola, Tempi nostri - Zibaldone n. 2
- Corrado Racca in Ecco la felicità!
- Augusto Marcacci in Tosca
- Giorgio Piamonti in La bellezza del diavolo
- Roberto Bertea in Contestazione generale
- Gianrico Tedeschi in La più bella serata della mia vita
- Natalino Libralesso in Boudu salvato dalle acque (doppiaggio tardivo)